# Дитрих III/V (граф Клеве)
Дитрих III/V (нем. Dietrich III./V. von Kleve; между 1160 и 1168 — самое позднее 1202) — граф Клеве в 1173—1193 годах. В старых исторических исследованиях указывается как Дитрих V (или IV), в книгах современных историков — как Дитрих III.
Сын Дитриха II/IV фон Клеве и его жены Адельгейды фон Зульцбах.
К моменту смерти отца (1172 год) был ещё ребёнком. Впервые упоминается в качестве графа Клеве в документе 1173 года.
По данным некоторых исторических источников, в 1198 году граф Дитрих Клевский участвовал в основании Тевтонского ордена в Акке (Палестина). Возможно, что в Святой Земле он и умер.
Жена (1182) — Маргарита Голландская. Их сын Дитрих IV/VI наследовал владения отца после его смерти.